# Anta de Curral dos Mouros
L'Anta de Curral dos Mouros (ou Dolmen de Sobreda) est un dolmen situé à Sobreda dans la paroisse de Seixo da Beira sur le territoire de la municipalité d'Oliveira do Hospital (district de Coimbra), au Portugal,. 
Le mot anta est l'équivalent portugais d'« ante » (pilier terminal d'un temple grec ou romain), mais il est aussi employé pour désigner les pierres d'un dolmen ou le dolmen lui-même. Environ 5 000 structures mégalithiques de ce type ont été construites au Néolithique dans l'ouest de la péninsule Ibérique par les successeurs de la culture de la céramique cardiale ou Cardial.
Il a été classé Immeuble d'intérêt public (Catégorie IIP)  en 1959 .

## Description
Ce monument mégalithique a été dépouillé de toutes ses dalles de plafond au-dessus de la chambre funéraire et de l'allée couverte, et plus de la moitié des orthostates de soutien du couloir manquent également. Les pierres de soutien de la chambre forme une pièce ovale, vraisemblablement pavée, à laquelle on accédait par un long et large couloir. À la fin du XIXe siècle, des traces de peintures rouges étaient encore visibles sur l'une des pierres de soutien de la chambre.
Le dolmen, vieux d'environ 6 000 ans, contenait une variété d'outils en pierre (près de 150 pointes de flèches ), des céramiques brisées provenant d'environ 500 récipients et même du bois ou des os. Ces derniers sont facilement dégradables et difficiles à détecter en raison de la forte acidité du sol.
Après une courte période d'utilisation, l'Anta a été fermé et son tumulus a été l'objet d'une utilisation ultérieure par les porteurs d'autres cultures au cours des deux millénaires suivants.
À environ 3,3 km à l'ouest se trouve l'Anta de Arcaínha.